# Francisco Oltra Climent
Rafael Francisco Oltra Climent (Carcagente, Valencia, 1944) es un economista y profesor universitario (jubilado). Ha sido Director-Presidente de la Real Sociedad Económica de Amigos del País de Valencia (RSEAPV).

## Biografía

### Formación
Doctor en Ciencias Económicas por la Universidad de Valencia. En su tesis doctoral desarrolló el tema "Estrategia y dirección estratégica de organizaciones". Licenciado en Ciencias Políticas, Económicas y Comerciales por la Universidad de Valencia. Profesor Mercantil por la Escuela Profesional de Comercio de Valencia, premio fin de carrera.

### Actividad docente
Como profesor titular de la Universidad Politécnica de Valencia, dentro de la Facultad de Administración y Dirección de Empresas, imparte de 2003 a 2010 las asignaturas de Dirección de Recursos Humanos en la titulación de Administración y Dirección de Empresas y de Dirección de Organizaciones en la titulación de Gestión y Administración Pública. Como profesor asociado en la Escuela Técnica Superior de Ingenieros Industriales de la misma universidad, imparte la asignatura de Gestión entre 1995 y 2002. Fue también de 1994 a 2002 director y profesor del "Máster universitario en Dirección y Gerencia Pública", organizado por la UPV y la Generalidad Valenciana. Ha impartido clase en otros másteres y cursos: el MBA para Altos Directivos de Ford en Valencia, el Máster en Dirección y Gestión hospitalaria del Centro de Economía de la Salud de la Generalidad Valenciana o el Máster en Seguridad y Salud en el Trabajo en la Universidad Internacional Menéndez Pelayo.

### Real Sociedad Económica de Amigos del País de Valencia
Como director-presidente de la RSEAPV entre diciembre de 1985 y diciembre de 2014 participó intensamente en el diseño de la estrategia de cambio y adaptación de esta entidad, la cual viene desarrollando su actividad como foro de análisis, reflexión y debate sobre temas de interés y actualidad para los ciudadano, centrándose principalmente en la divulgación del conocimiento generado en las universidades y centros de investigación y el apoyo a la cultura. Oltra Climent propuso a las diferentes Juntas de Gobierno un programa de actividades que se ha desarrollado a través de conferencias, mesas redondas, homenajes, conciertos, presentaciones de libros, digitalización del archivo documental de la entidad, puesta en marcha de una página web, creación de una videoteca, etc.

### Otras Actividades
Fue director general de Régimen Económico de la Seguridad Social en la Consejería de Economía y Hacienda de la Generalidad Valenciana de 1987 a 1992. Fungió como director general del Tesoro de dicha consejería, cargo que desempeñó de 1992 a 1994. Durante los años 1985 a 1987 fue secretario general de la Consejería de Trabajo de la Generalidad Valenciana. De 1971 a 1985 formó parte de la plantilla del Banco de Bilbao, trabajando primero como analista de inversiones y posteriormente como ejecutivo-gestor de Banca de Empresas. Miembro nato del patronato Rector de la Universidad Nacional de Educación a Distancia (UNED) del centro de Alcira- Valencia.

## Libros escritos y en colaboración
- Francisco Oltra (2008). Dirección de organizaciones (públicas). Universitat Politècnica de València Publicaciones.
- Francisco Oltra y Raúl Oltra (2012). Dirección de Recursos Humanos. Universitat Politècnica de València Publicaciones.
- Francisco Oltra y María de Miguel (2008). Gestión Administrativa 1. Universitat Politècnica de València Publicaciones.
- Francisco Oltra y Raúl Oltra (2012). Organización y Gestión de empresas industriales. Albatros.

### Dirección de proyectos colectivos de carácter cívico
- L'Autonomía del País València i la seua aplicació pràctica — PDF (10 megabytes)
- Creación del Centro Asociado Regional de la UNED en Alzira — PDF (1,5 megabytes)